# 1389-1380 v.Chr.
De jaren 1389-1380 v.Chr. (van de christelijke jaartelling) zijn een decennium in de 14e eeuw v.Chr..

## Gebeurtenissen

### Griekenland
- 1389 v.Chr. - Koning Polydorus (1389 - 1363 v.Chr.) van Thebe keert terug uit ballingschap.

### Egypte
- 1388 v.Chr. - Koning Amenhotep III (1388 - 1351 v.Chr.) de negende farao van de 18e dynastie van Egypte.
- 1387 v.Chr. - Amenhotep III trouwt met een vrouw van eenvoudige komaf koningin Teye.
- 1386 v.Chr. - Amenhotep III begint een veldtocht tegen Koesj en onderdrukt een opstand in Nubië.
- 1380 v.Chr. - Amenhotep III trouwt ter bezegeling van de alliantie met Kilu-Hepa een dochter van Shuttarna II.

### Mesopotamië
- 1385 v.Chr. - Koning Tushratta (1385 - 1350 v.Chr.) van Mitanni volgt Shuttarna II op.
- 1384 v.Chr. - Artashumara verklaart zich tot koning van Hurri en sticht een rivaliserende dynastie.
- 1380 v.Chr. - Artashumara wordt vermoord door generaal Utkhi, de Hurri-dynastie wordt ontbonden.

<< · 1399-1390 · 1389-1380 · 1379-1370 · 1369-1360 · 1359-1350 · 1349-1340 · 1339-1330 · 1329-1320 · 1319-1310 · 1309-1300 · >>